# Phragmatobia fuliginosa
Phragmatobia fuliginosa és una papallona nocturna de la subfamília Arctiinae i la família Erebidae.
Es troba a la Zona Paleàrtica.

## Descripció
Fa 35-45 mm d'envergadura alar.
Té el tòrax i les ales anteriors de color marró vermellós fosc amb una taca negrosa en forma de coma a l'àpex de la cel·la, rivetejat de carmí. Les ales posteriors són de color carmí amb taques negres.

## Subespècies
- Phragmatobia fuliginosa borealis (Staudinger, 1871) (regions del nord d'Euràsia)
- Phragmatobia fuliginosa melitensis (O. Estrèpit-Haas, 1927) (Malta)
- Phragmatobia fuliginosa paghmani (Lének, 1966) (Transcaucàsia: Azerbaitjan; Iran; nord de l'Iraq ; Afganistan; Àsia central; sud del Kazakhstan; Xina: Xinjiang occidental)
- Phragmatobia fuliginosa pulverulenta (Alpheraky, 1889) (Xina: Xinjiang occidental, Qinghai, Nei Mongol; sud de Mongòlia; sud-est del Kazakhstan, en part)
- Phragmatobia fuliginosa rubricosa (Harris, 1841) (Amèrica del Nord)
- Phragmatobia fuliginosa taurica (Daniel, 1970) (del sud de Turquia a Palestina)

## Biologia
Els adults volen de maig a agost, depenent de la ubicació.
L'ou és gris vermellós.
La larva és grisa, clara o fosca, amb el cap marró negrós. El cos sencer està recobert de pèls vermells. En els dies poc freds de l'hivern les larves de vegades deixen el seu amagatalls i es poden trobar en camins i carreteres, movent-se força de pressa.
Les larves s'alimenten de diverses plantes herbàciesː Rubus fruticosus, Prunus spinosa, Filipendula ulmaria, Plantago lanceolata, Senecio jacobaea, Taraxacum officinale.
La pupa és negra amb l'abdomen marcat de groc.

## Galeria

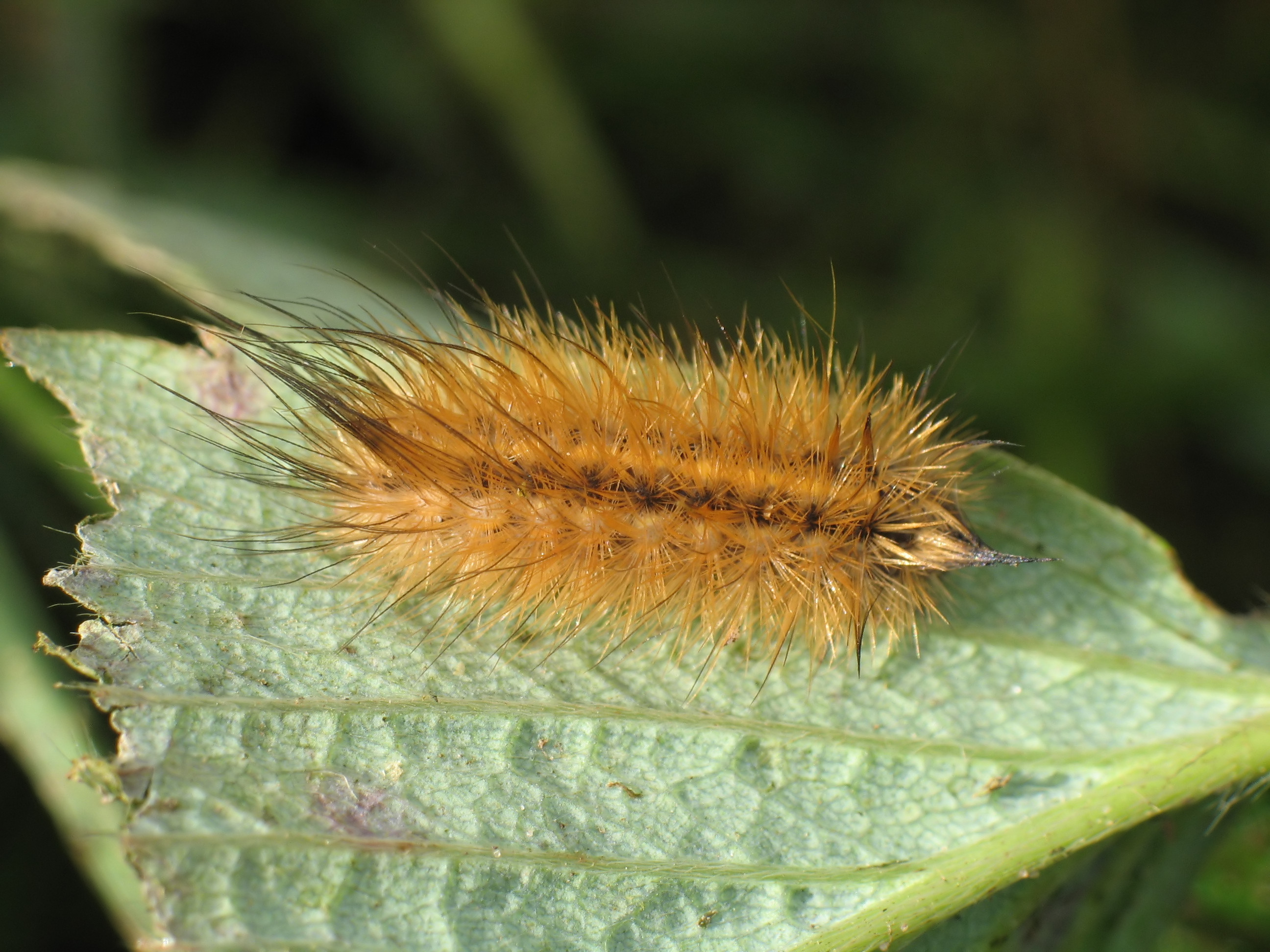
Phragmatobia fuliginosa larva
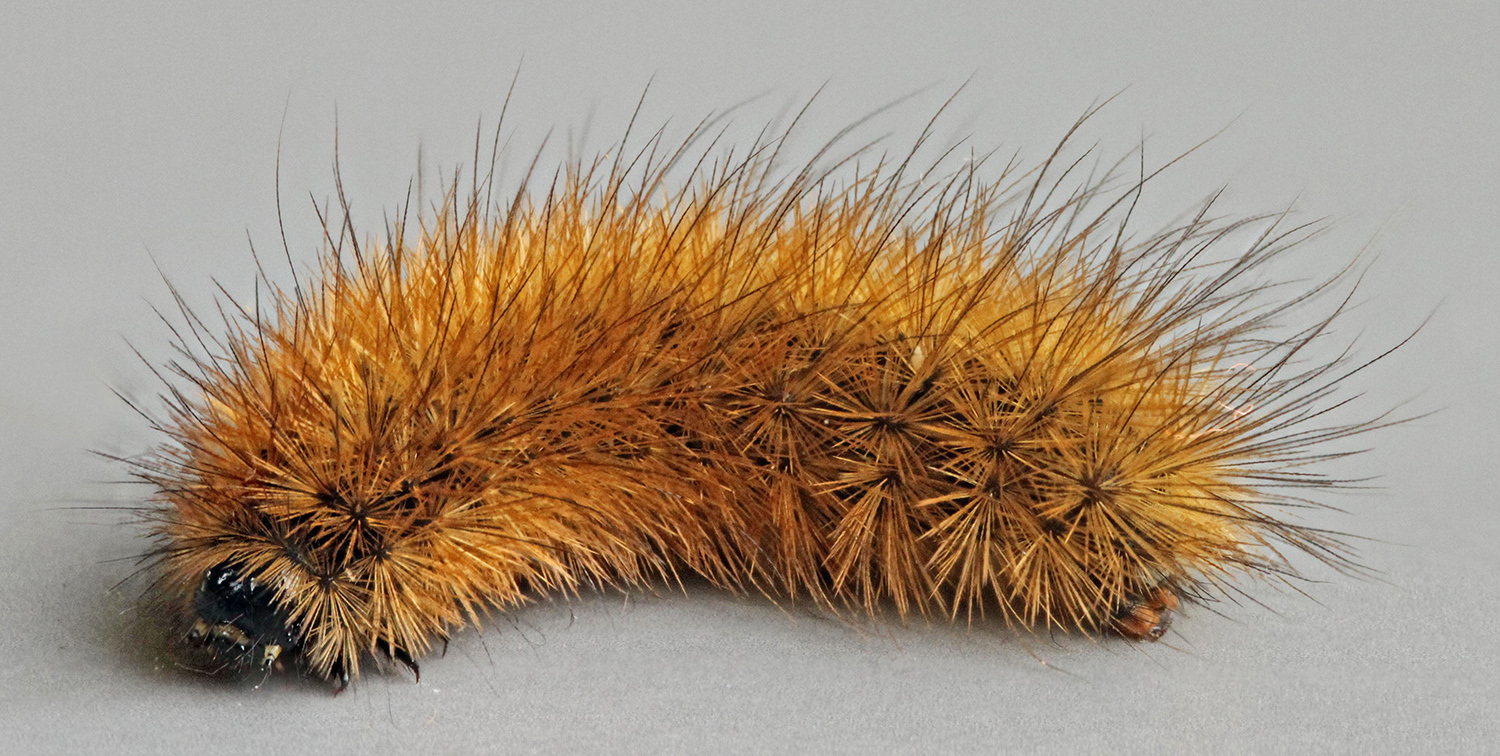
Phragmatobia fuliginosa larva
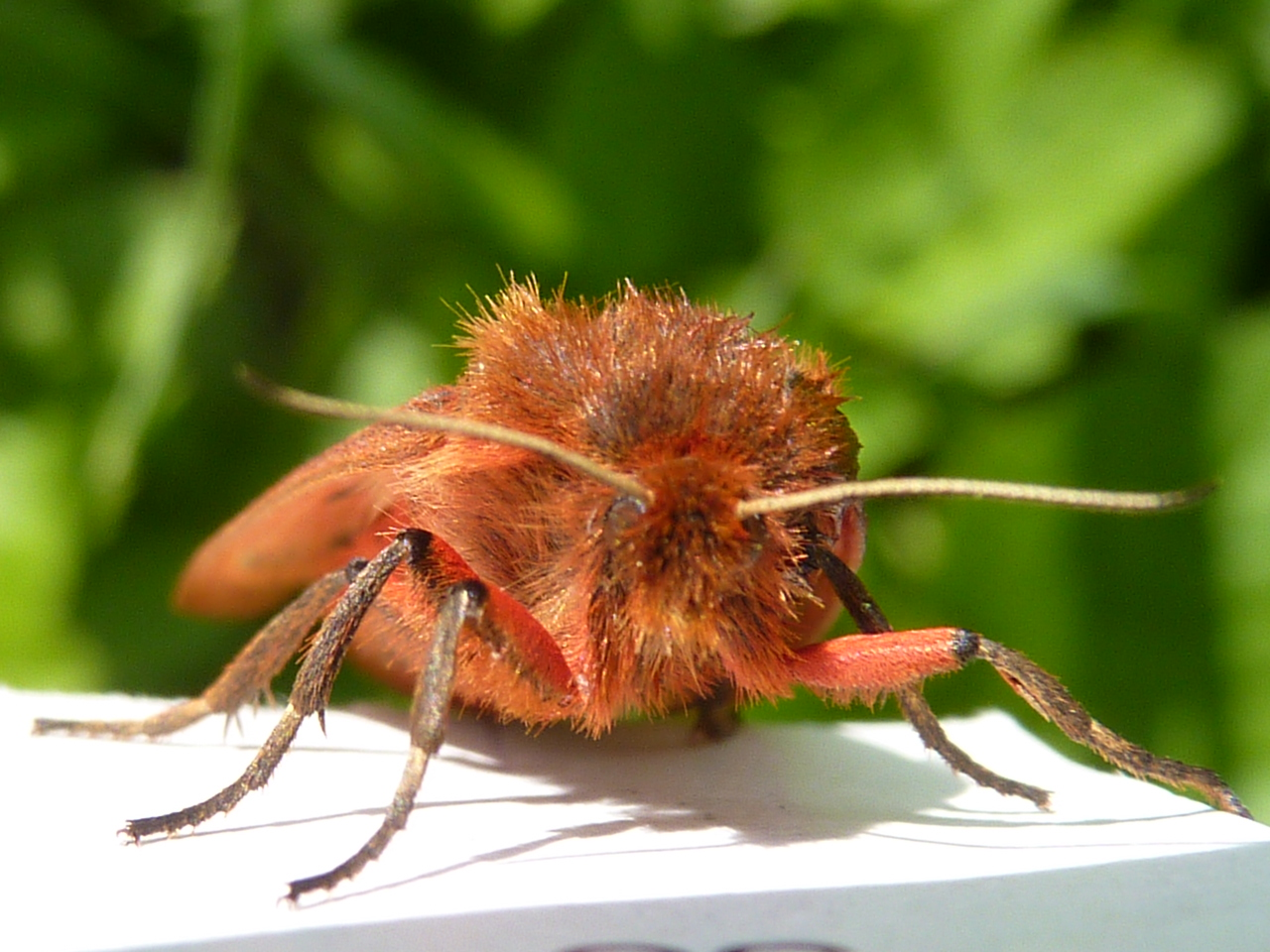
Phragmatobia fuliginosa
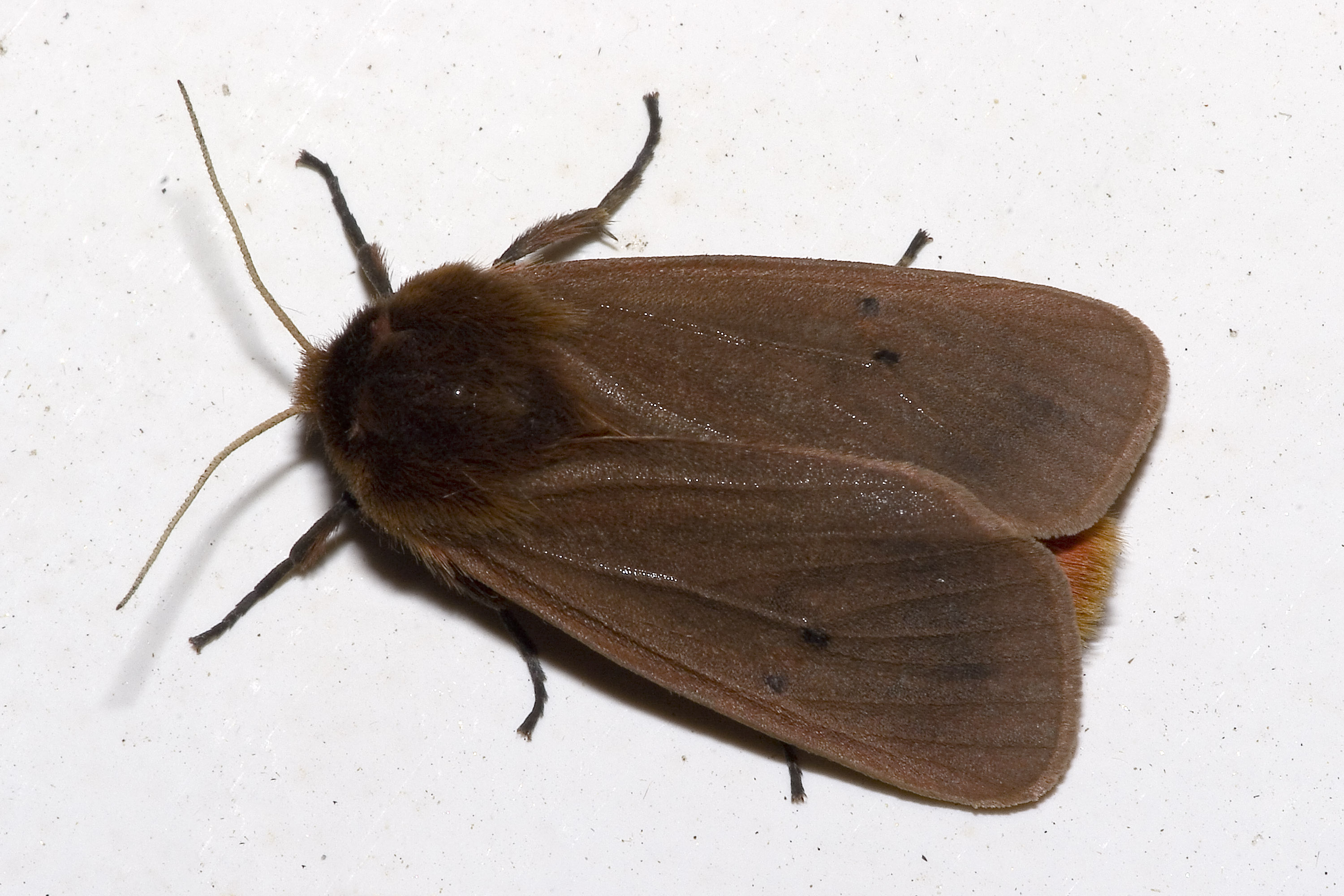
Phragmatobia fuliginosa
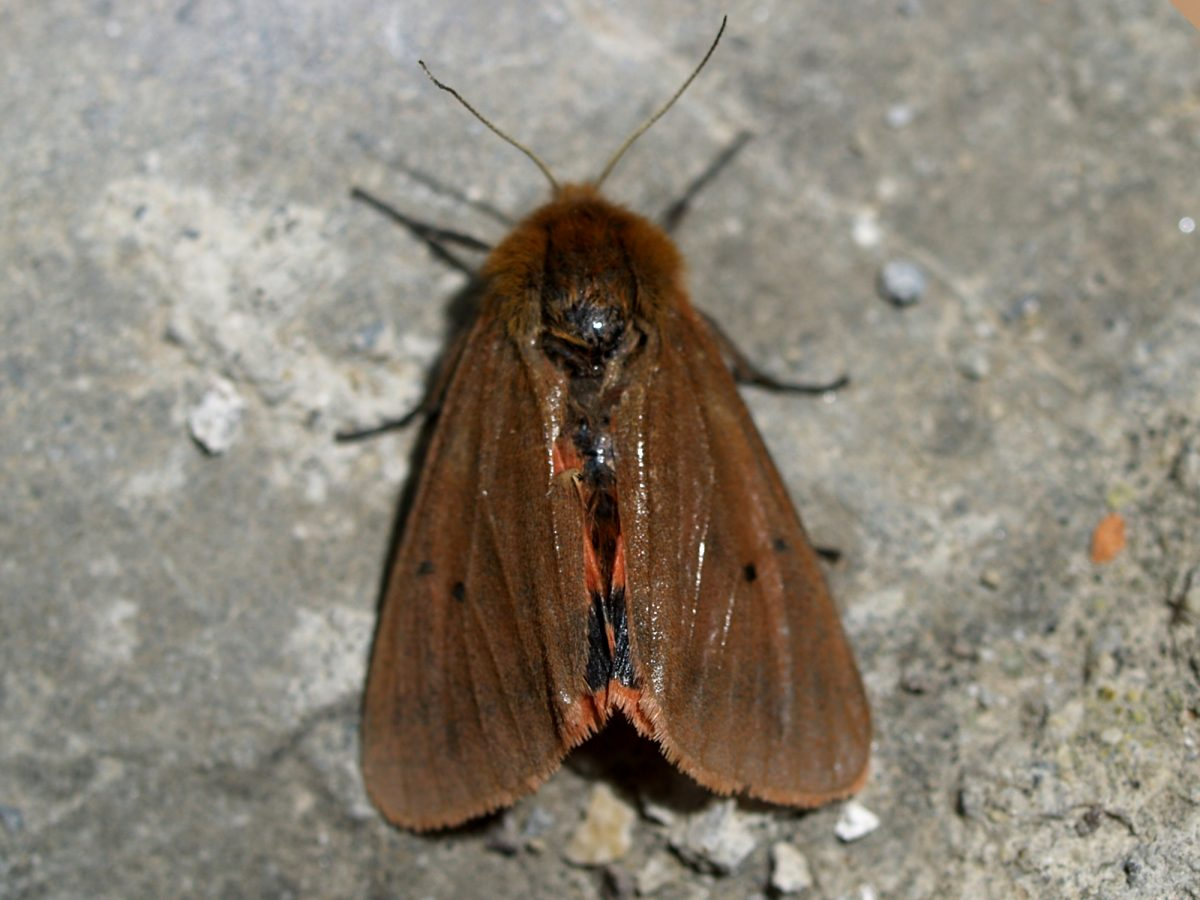
Phragmatobia fuliginosa
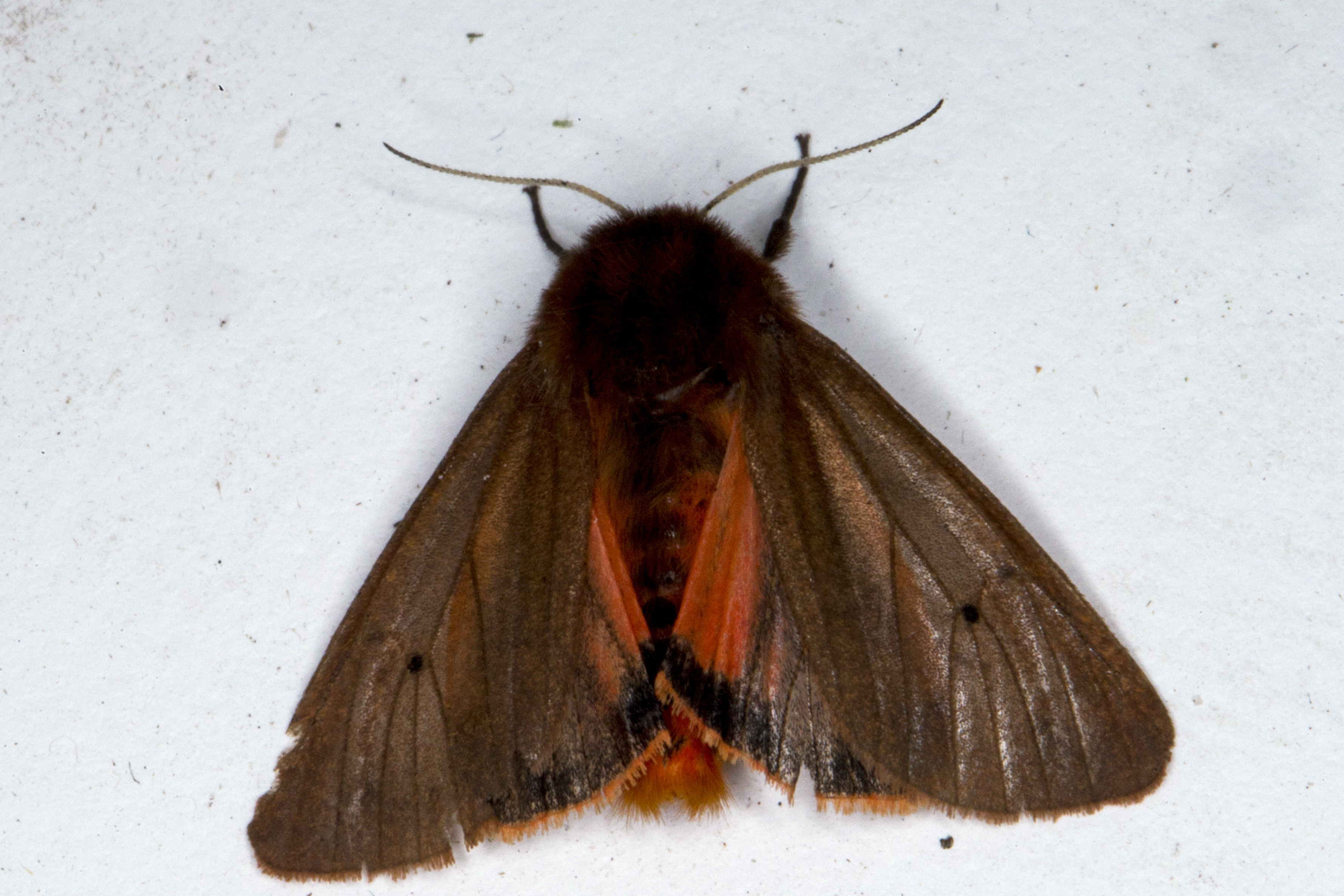
Phragmatobia fuliginosa